# Bruckmühl

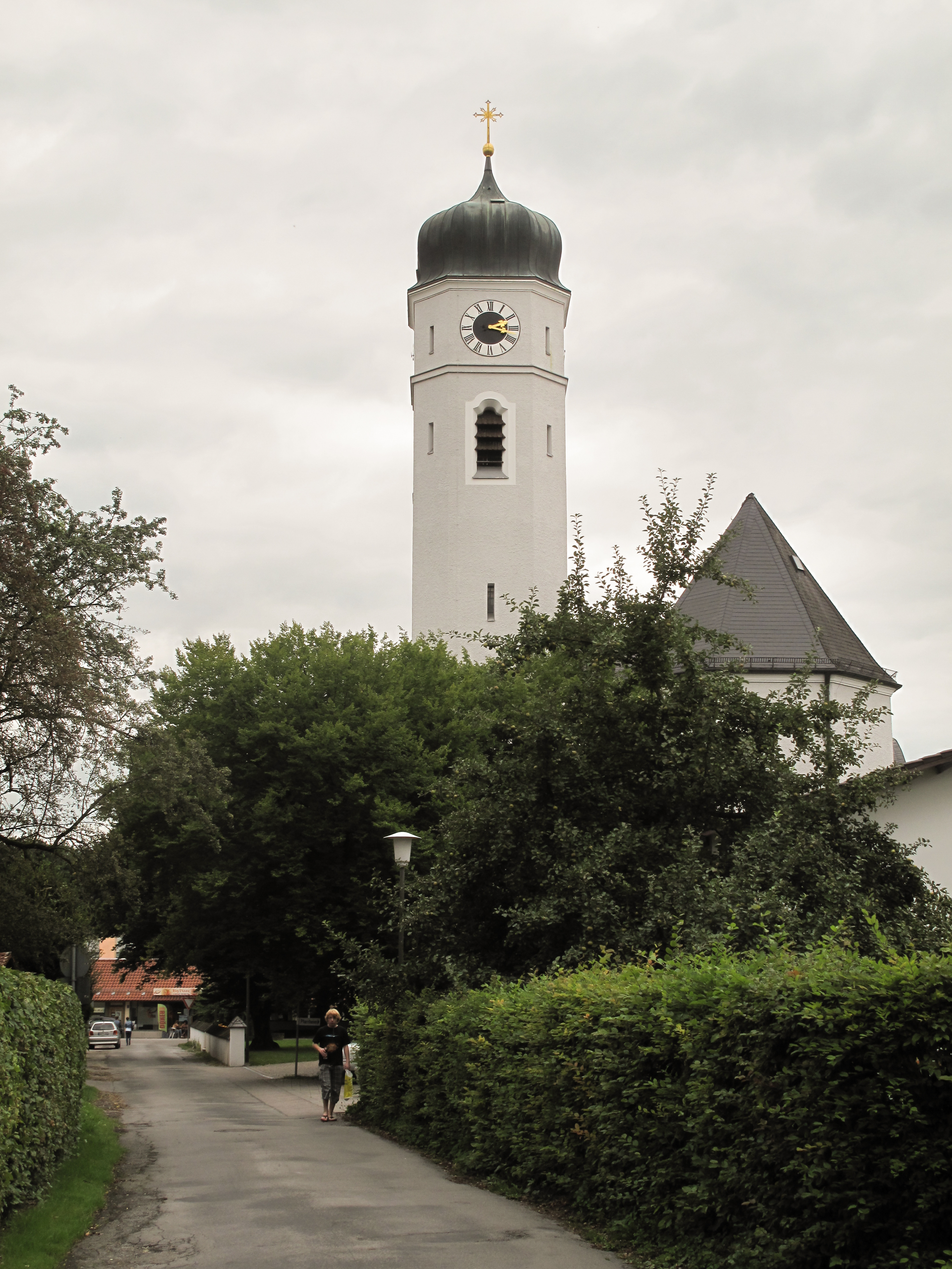
Église: Pfarrkirche Herz Jesu

Bruckmühl est une commune de Bavière (Allemagne), située dans l'arrondissement de Rosenheim, dans le district de Haute-Bavière.

## Histoire
Siège de Bruckmühl (1762) durant la guerre de Sept Ans.

## Personnalités liées à la ville
- Balthasar Brandmayer (1892-1960), écrivain né à Götting.
- Balthasar Schwarm (1946-), lugeur né à Bruckmühl.
- Robert Lechner, cycliste né à Bruckmühl.